# La Cisterna (Chili)
Pour les articles homonymes, voir Cisterna.
La Cisterna est une commune du Chili, située dans la province et la région métropolitaine de Santiago.

## Géographie

### Situation

Localisation de La Cisterna (en rouge) au sein de l'agglomération de Santiago.

Le territoire de la commune épouse la forme d'un quadrilatère de 10 km2 situé dans le sud de l'agglomération de Santiago. Il est traversé d'est en ouest par le périphérique Vespucio Sur.

## Histoire
La commune est créée en 1925 par scission du territoire de la commune de La Granja. La croissance de la population est fortement stimulée par l'arrivée du métro avec l'ouverture de la station Lo Ovalle en 1978. Du fait de la progression de l'urbanisation de La Cisterna vers le sud, son territoire est à son tour amputé en 1991 pour créer les communes d'El Bosque et de Lo Espejo. La superficie passe ainsi de 29,6 km2 à 10,2 km2.

## Population et société

### Démographie
En 2017, la population s'élevait à 90 119 habitants pour une densité de 9 011 hab./km2. La Cisterna est une commune essentiellement résidentielle et commerciale avec une population dont la moyenne d'âge est supérieure à celle de la population chilienne dans son ensemble.

## Politique et administration
La commune est dirigée par un maire et huit conseillers élus pour un mandat de quatre ans. Les dernières élections ont eu lieu les 26 et 27 octobre 2024.
| Période                                  | Période         | Identité                   | Étiquette | Qualité |
| ---------------------------------------- | --------------- | -------------------------- | --------- | ------- |
| Les données manquantes sont à compléter. |                 |                            |           |         |
| 26 septembre 1992                        | 6 décembre 1994 | Rodolfo Pereira Albornoz   | DC        |         |
| 6 décembre 1994                          | 6 décembre 1996 | Marcelo Serres Henríquez   | DC        |         |
| 6 décembre 1996                          | 6 décembre 2000 | Hernán Rojo Avendaño       | DC        |         |
| 6 décembre 2000                          | 6 décembre 2004 | Héctor Silva Muñoz         | UDI       |         |
| 6 décembre 2004                          | 28 juin 2021    | Santiago Rebolledo Pizarro | PPD       |         |
| 28 juin 2021                             | en fonction     | Joel Olmos Espinoza        | Ind./AH   |         |

## Transports
L'axe principal de la commune est la Gran Avenida, orientée nord-sud, sous laquelle circule la ligne 2 du métro de Santiago. Celle-ci possède trois stations sur le territoire de la commune , Lo Ovalle, qui était le terminus de la ligne jusqu'à l'inauguration en 2004 de deux stations situées sur un prolongement vers le sud, El Parrón et La Cisterna. Elle est également desservie par le réseau d'autobus Red de l'agglomération de Santiago.